# پاتریک لوکو
پاتریک لوکو (به فرانسوی: Patrice Loko) بازیکن فوتبال و مهاجم اهل فرانسه است که از سال ۱۹۹۳ تا ۱۹۹۷ میلادی عضو تیم ملی فوتبال فرانسه بوده‌است. وی در ۲۶ بازی ملی حضور داشته است و در بازی‌های ملی‌اش ۷ گل به ثمر رساند.